# Pukki (ö i Mellersta Finland)
Pukki är en ö i Finland. Den ligger i sjön Päijänne och i kommunen Kuhmois i landskapet Mellersta Finland, i den södra delen av landet, 150 km norr om huvudstaden Helsingfors. Öns area är 9,6 hektar och dess största längd är 0,6 kilometer i nord-sydlig riktning.